# Kloster Saharna

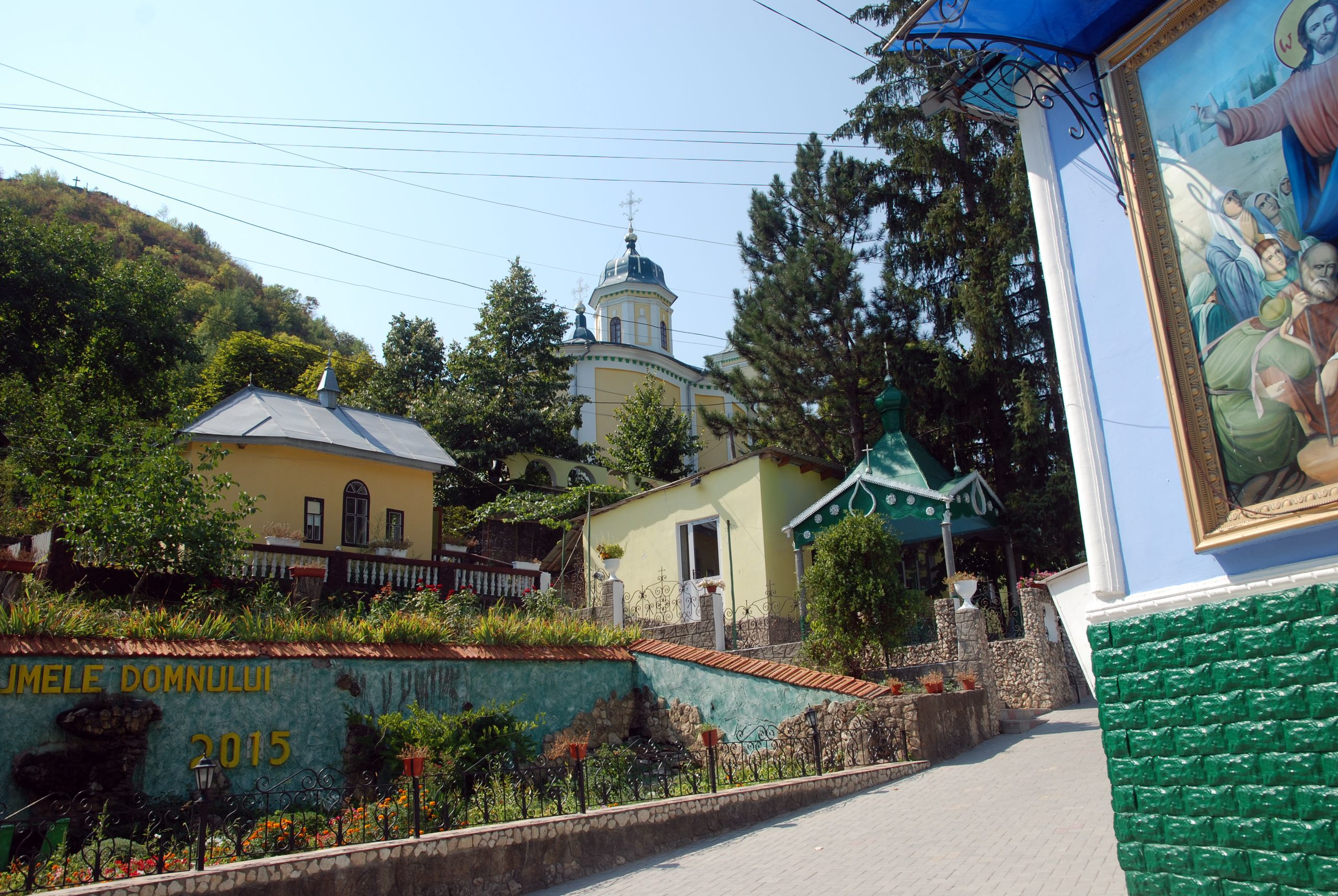
Dreifaltigkeitskirche vom Hauptzugang

Das Kloster Saharna (rumänisch Mănăstirea Saharna) ist ein 1776 gegründetes Kloster der Moldauisch-Orthodoxen Kirche im Rajon Rezina im Nordosten der Republik Moldau. Wohnhöhlen christlicher Eremiten im Felstal hinter dem am Ufer des Nistru gelegenen Dreifaltigkeitsklosters gab es vermutlich seit dem 13. Jahrhundert. Das heutige Mönchskloster und ein ritueller Badeplatz außerhalb im Tal sind ein beliebtes Pilgerziel.

## Lage
Koordinaten: 47° 41′ 42″ N, 28° 57′ 56″ O
| Kloster Saharna |

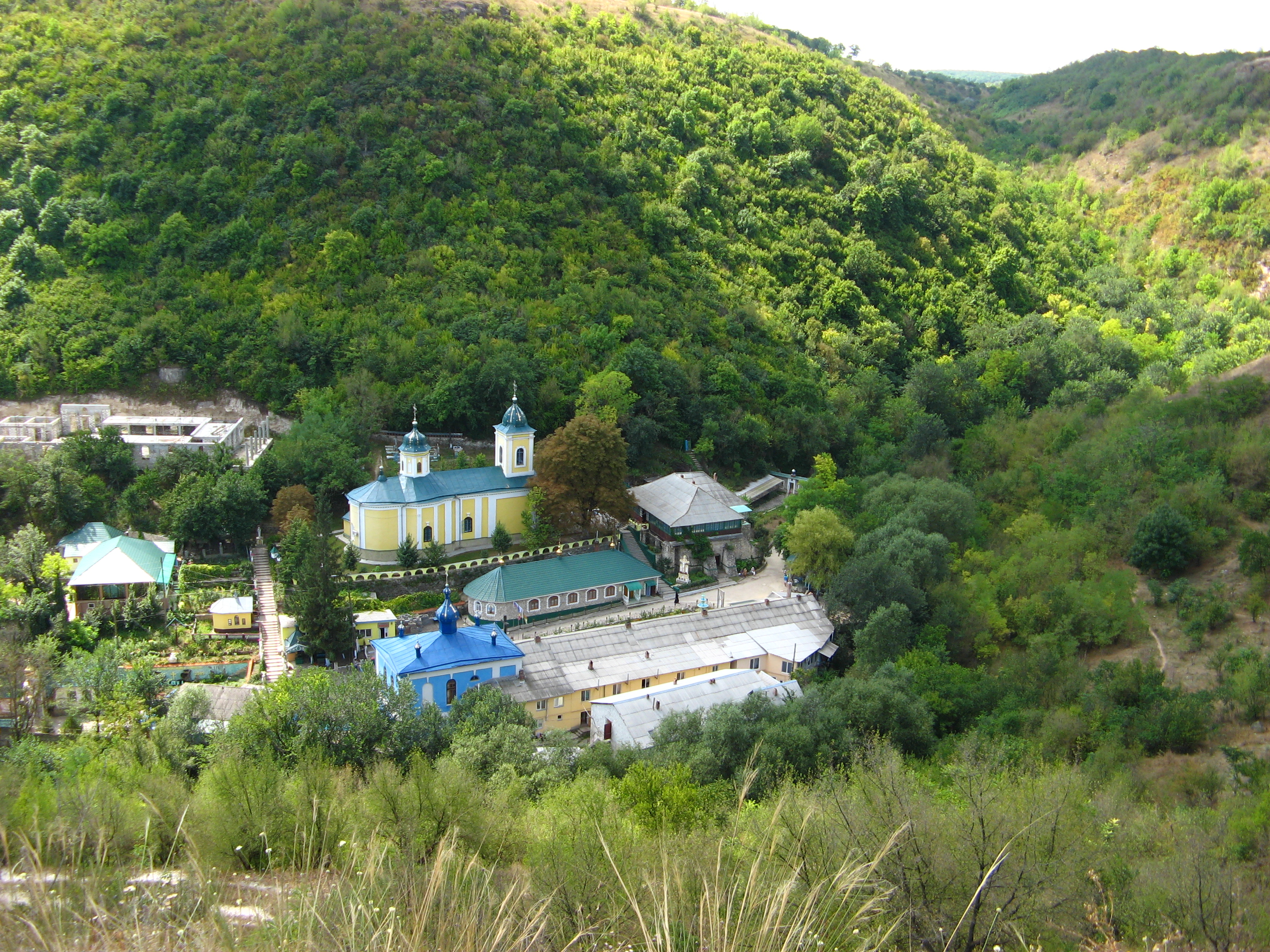
Blick nach Süden: Dreifaltigkeitskirche (Sommerkirche, gelb), Winterkirche (blau)

Das Kloster Saharna liegt am rechten (westlichen) Ufer des Nistru (ukrainisch Dnister) acht Kilometer südlich der Stadt Rezina, welche durch den Nistru von Rîbnița auf der transnistrischen Seite getrennt ist. Die von Rezina kommende Straße verläuft in der Talebene am Flussufer bis zum Dorf Saharna. Der in diesem Bereich durchschnittlich 200 bis 300 Meter breite Uferstreifen wird auf der moldauischen Seite von einem rund 200 Meter hohen, bewaldeten Steilabhang begrenzt, der in die für den Norden des Landes typische weitläufige, flachwellige Agrarlandschaft übergeht. Bis auf kleine Inseln mit niedrigen Laubbäumen und Büschen überwiegen Felder mit Getreide und Sonnenblumen. Wenige 100 Meter nördlich der Häusergruppe von Saharna zweigt die kurze Zufahrtsstraße zum Kloster ab, das in einem engen, wasserreichen Seitental liegt. Solche Seitentäler des Nistru und des Răut boten seit dem Spätmittelalter natürliche Rückzugsorte für Eremiten und später zur Anlage von Klöstern. Wohnhöhlen in Kalksteinfelsen, in deren Nähe im 17. und 18. Jahrhundert Klöster gegründet wurden, gab es außer in Saharna unter anderem beim südlich benachbarten Kloster Țipova, beim Kloster Călărășeuca weiter nördlich am Nistru und in Orheiul Vechi am Răut.

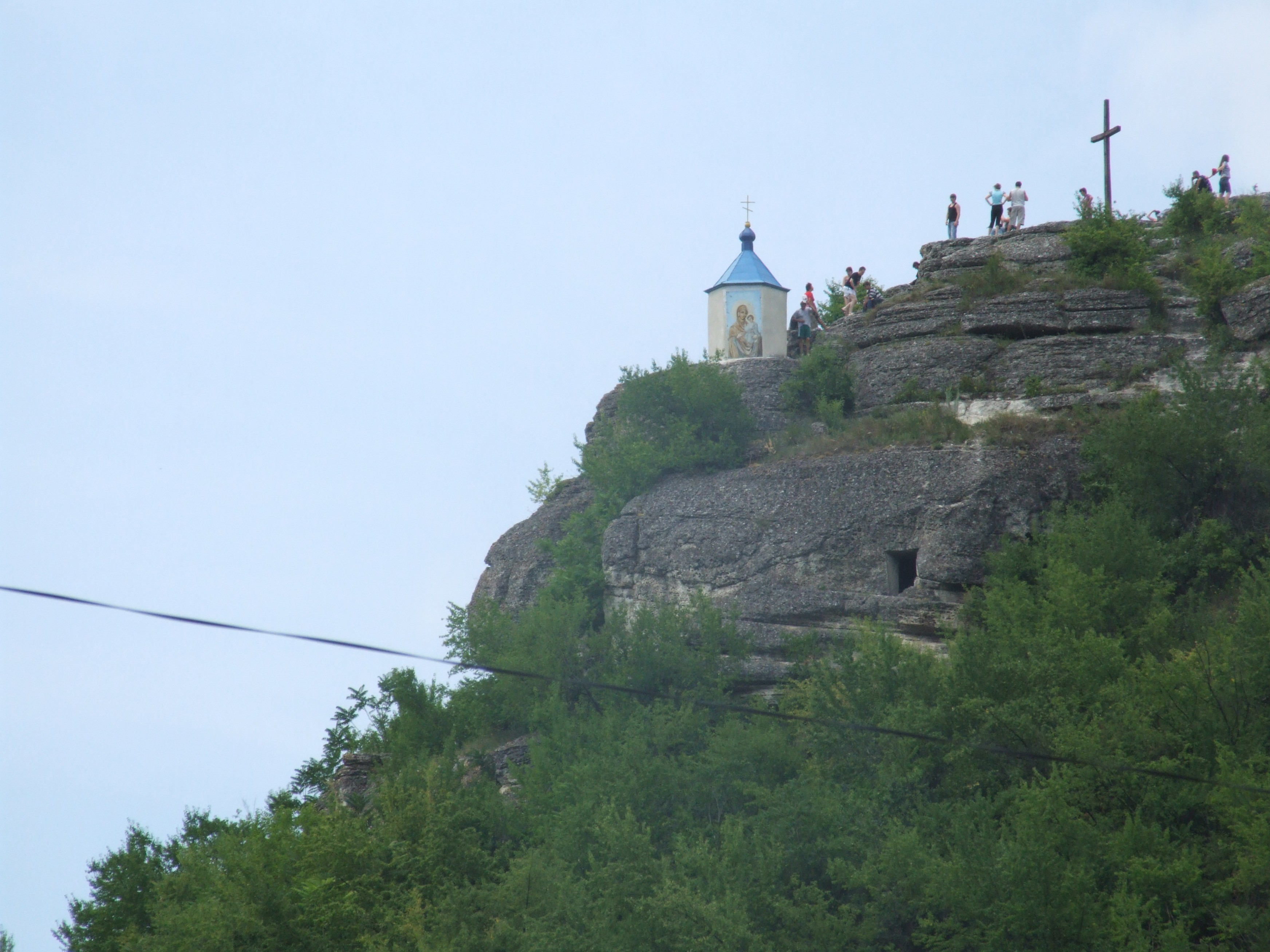
Grimidon-Felsen mit einer Kapelle am höchsten Punkt der Gegend, an der ein Fußabdruck Marias verehrt wird.

Wenige Kilometer südlich von Saharna endet der flache Uferbereich und die Hügelkette erreicht unmittelbar das Flussufer. Die Fahrstraße biegt beim Ort Saharna nach Westen ab und führt nach 1,5 Kilometern durch den etwas größeren Ort Saharna Nouă und weiter bis zur Straße R20, die Rezina mit Orhei verbindet. Die beiden Klöster Saharna und Țipova sind auf der Straße nur in einem großen Bogen über die R20 zu erreichen. Ohne durchgängigen Weg beträgt die direkte Strecke zwischen Saharna und dem Wasserfall im Tal von Țipova rund zehn Kilometer. Das nächste Dorf südlich von Saharna am Nistru ist das 5,5 Kilometer entfernte Buciuşca. Bei der Volkszählung 2004 lebten im alten Ort Saharna 397 Einwohner und in der 1939 auf der Höhe gegründeten Siedlung Saharna Nouă 964 Einwohner.
Das zerklüftete Tal des Klosters und die angrenzenden Hügel bilden ein 670 Hektar großes Naturschutzgebiet. Durch das Tal, das sich wenige Kilometer nach Westen bis zum größten Dorf der Gegend, Echimăuți, erstreckt (2247 Einwohner) fließt der Bach Saharna, der mit den ihm zufließenden kleineren Wasserläufen eine idyllisch-grüne Landschaft bildet, in der 22 kleine Wasserfälle an Kalksteinterrassen gezählt werden. Einheimische nennen die Gegend izvorul minunilor („Wunderland der Quellen“). An feuchten Stellen haben sich Lebermoose angesiedelt, ansonsten gedeihen in den Laubwäldern Feldahorn, Bergahorn, Ulmen, Haselnussbüsche sowie andere Büsche und Sträucher. Der höchste, vom Dorf sichtbare Felsen wird Grimidon genannt. An seiner Spitze verehren Pilger die heilige Maria an einer dort errichteten Kapelle. Die mit dem Tal von Țipova vergleichbare besondere Landschaftsform ließ die Legende entstehen, im Morgennebel könnten hier Menschen spurlos verschwinden.

## Geschichte

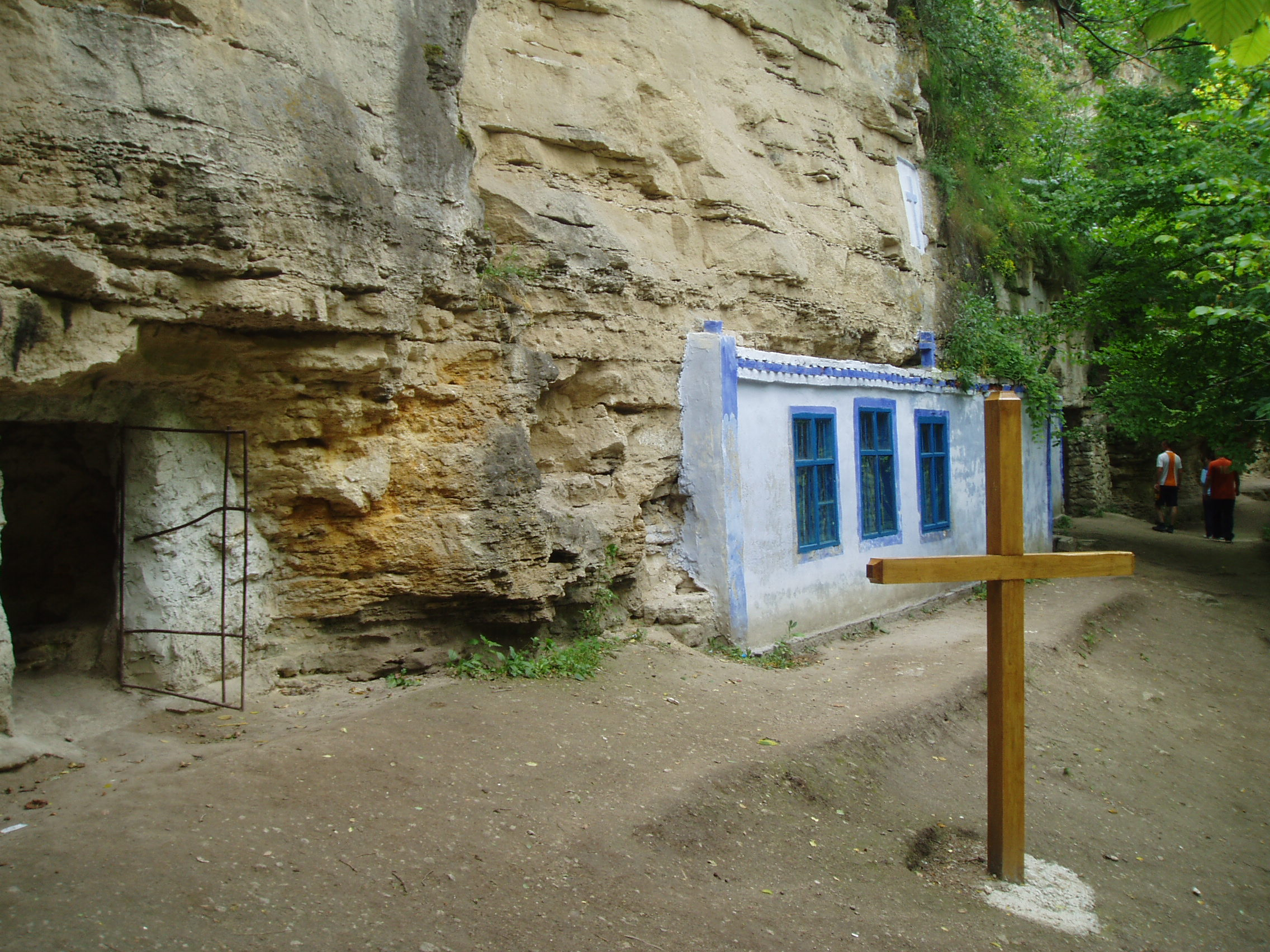
Wohnhöhlen an einer Felswand. Rechts hinten folgt eine Reihe kleiner Felshöhlen

Archäologischen Funden beim Dorf Echimăuţi zufolge betrieben Siedler der Cucuteni-Tripolje-Kultur am Nistru zwischen dem 5. und 3. Jahrtausend v. Chr. Viehzucht und Landwirtschaft mit der Spitzhacke. Die Siedlungen waren kreisförmig angelegt und bestanden aus über 90 Häusern. Um den Felsen Grimidon wurden über 500 Fundstücke aus vorchristlicher Zeit, darunter Felsmalereien, gesammelt.
Vermutlich seit dem 13. Jahrhundert wurden die Felshöhlen von christlichen Einsiedlern bewohnt. Der Ort Saharna kommt in einem Dokument des moldauischen Fürsten und Nationalhelden Ștefan cel Mare von 1495 namentlich vor. Für das 16. Jahrhundert sind keine Nachrichten über Saharna bekannt. Laut einer Urkunde von 1602 genehmigte der moldauische Woiwode Ieremia Movilă, dass nach dem Tod eines Verwaltungsbeamten (vornic) von Saharna, der Bucium hieß, dessen Witwe Antemia und ihr Sohn ein Drittel des Landes behalten dürfen. Am 23. März 1733 ging der Ort Saharna in das Eigentum von Constantin Hrisoverghi über.
Nach einer Legende sah ein Mönch eine leuchtende Figur der heiligen Maria auf dem Grimidon-Felsen stehen. Als der Mönch den Felsen erklommen hatte, bemerkte er einen Fußabdruck im Felsen, über dem  heute eine kleine Kapelle neben einem Kreuz steht. Maria soll vom Grimidon-Felsen aus den Ort für die Klosteranlage gezeigt haben. Der Mönch, dessen Name mit diesem Wunder verbunden ist, heißt Bartolomeu Ciungu (oder Varfolomei Crivorucico, 1739–1798). Als Bartholomäus nach Saharna kam, fand er einen leeren Ort vor, an dem er das Kloster gründete. Wie aus einer Inschrift unter einem Wandbild im Refektorium des Klosters hervorgeht, war Bartolomäus der Sohn eines Priesters aus der heute in der Ukraine gelegenen Stadt Sawran und hatte seinen Heimatort 1766 verlassen. Vermutlich lebte er bis zu seinem Offenbarungserlebnis mit einer kleinen Gemeinschaft Gleichgesinnter in den Höhlen.

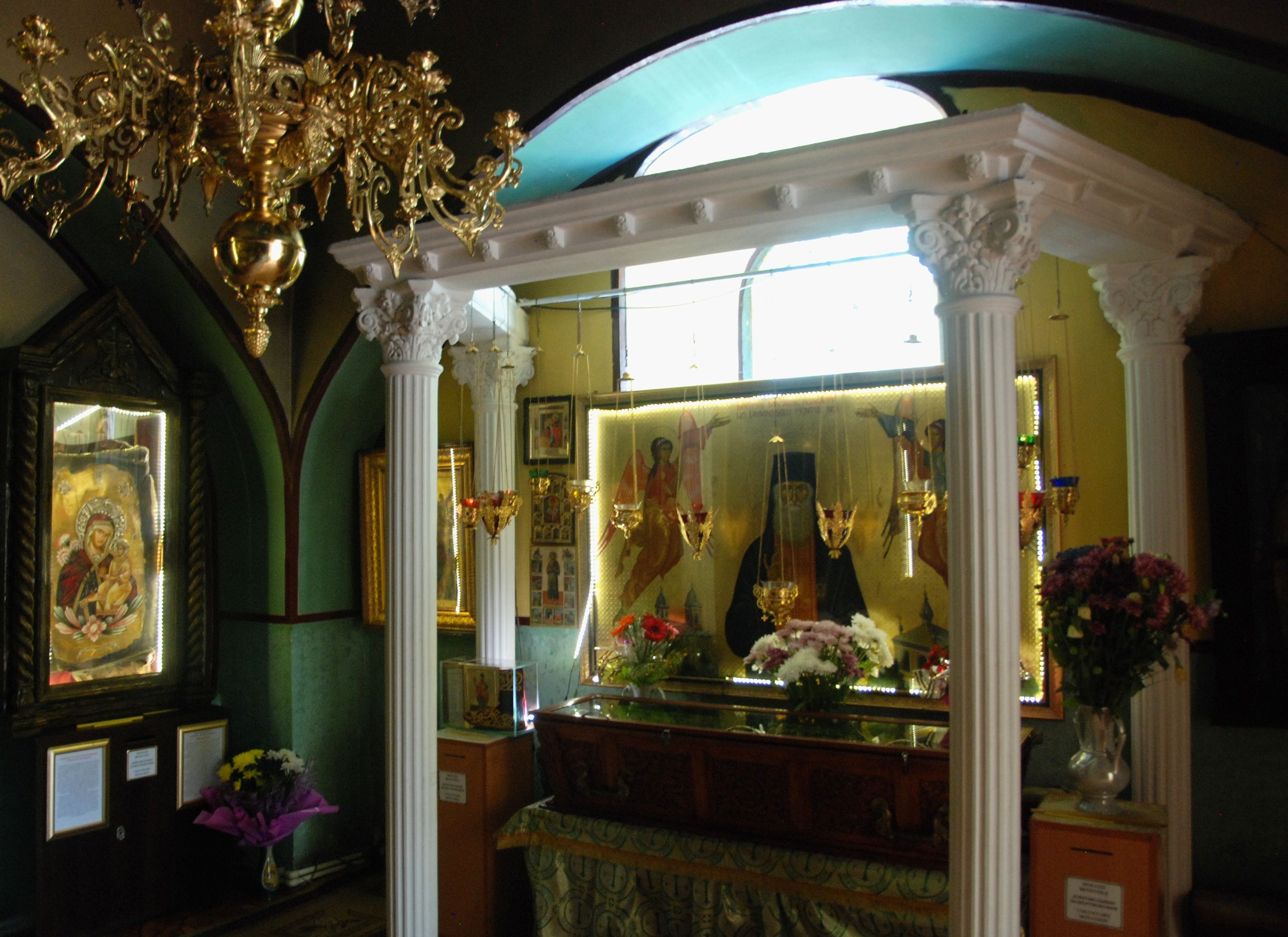
Heiligenverehrung in der Dreifaltigkeitskirche

Die erste hölzerne Kirche des heutigen Dreifaltigkeitsklosters (Mănăstirea Sănta Treime) entstand 1776. In den folgenden Jahrzehnten wuchs das Kloster durch Landschenkungen. Von 1818 bis 1821 wurde die heutige Dreifaltigkeitskirche als Sommerkirche (Hauptkirche) gebaut. Die Einweihungszeremonie fand vermutlich unter der Leitung des Metropoliten Veniamin Costache (1768–1846) aus dem Kreis Vaslui statt. Im Jahr 1837 wurde die Ikonostase erneuert. Der Bau der kleineren Geburtskirche als Winterkirche erfolgte 1883. Im Juni 1884 erhielt das Kloster von der Einsiedelei Horodişte eine Wassermühle gegen eine Pachtzahlung von 25 Rubel jährlich. Das Kloster baute gewinnbringend Weizen, Mais, Gerste und Bohnen an. Bis 1904 stieg die Zahl der Mönche auf 20 an.  Eugenia Apostolopulo-Bogdan (1857–1915) war ein wohlhabender Mäzen, der in Saharna eine Grundschule und die Erzengel-Michael-Kirche errichten ließ und den Weinbau in der Gegend förderte. Durch seine finanziellen Zuwendungen konnte das Kloster renoviert werden. Er war gut bekannt mit dem russischen Schriftsteller und Philosophen Wassili Wassiljewitsch Rosanow, der 1913 das Kloster besuchte.
Nach 1918 wurde das Mönchskloster in ein Nonnenkloster umgewandelt und der Name des Klosters in Regina Maria geändert, zu Ehren der rumänischen Königin Regina Maria a României. Im Kloster lebten nun 70 Nonnen, das in den folgenden Jahren bis 1950 seine wirtschaftliche Blütezeit erreichte. Zur Zeit der Moldauischen SSR wurde die Religionsausübung unterdrückt. Wie die anderen Klöster des Landes wurde das Kloster Saharna 1964  geschlossen, das Inventar der Kirchen zerstört und die gesamte Anlage in eine psychiatrische Klinik umgewandelt. Erst nach der Gründung des unabhängigen Staates Moldau konnte das Kloster am 19. April 1991 als Mönchskloster unter der Leitung des Archimandriten Adrian Baciu wiedereröffnet werden. Zwischen 1992 und 1998 wurde die Sommerkirche restauriert und zwischen 2005 und 2010 die Winterkirche. Im Kloster leben heute 20 Personen.

## Klosteranlage

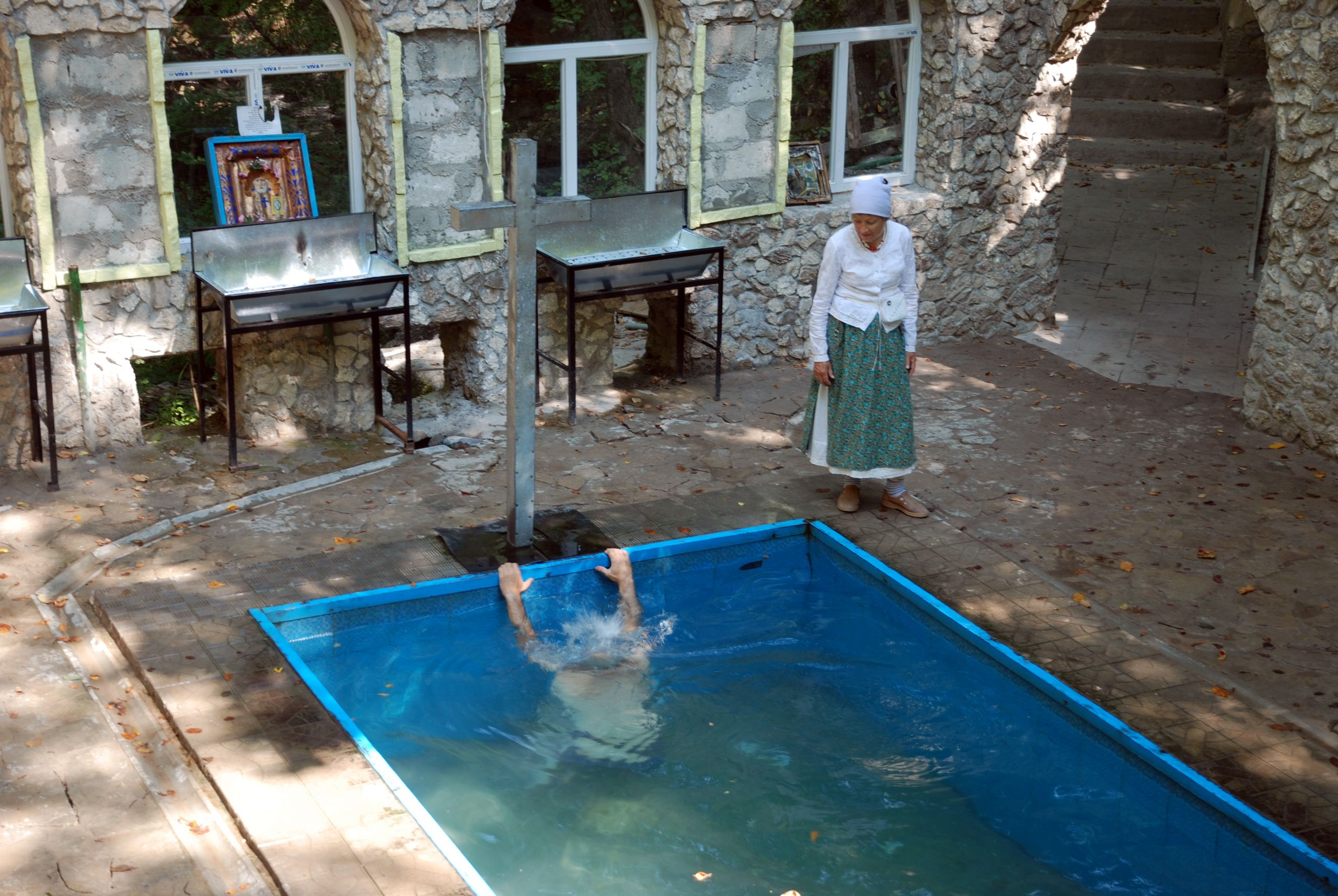
Rituelles Untertauchen im Wasserbecken

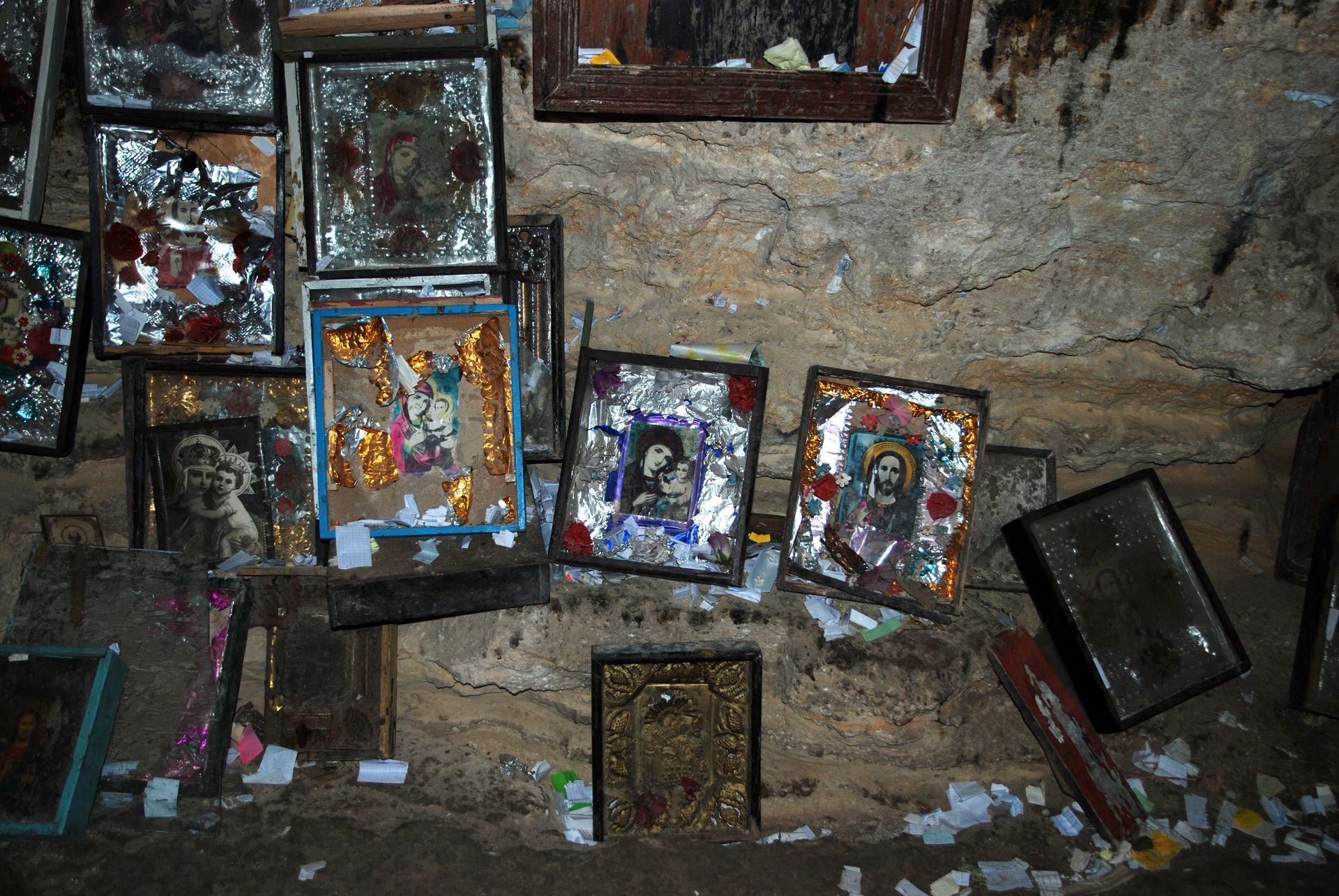
Heiligenbilder und Wunschzettel in einer dunklen Felshöhle

Vom Eingangstor erreicht der leicht ansteigende Weg zunächst die kleinere Winterkirche. Das schlichte rechteckige Gebäude besteht aus einem Hauptraum mit einer neuen hölzernen Ikonostase an der Ostseite. Die Wände sind unbemalt, von älteren Malereien haben sich keine Reste erhalten. In einer Nische in der Nordwand sind hinter Glas Schädel und Gebeine ausgestellt. Die höher gelegene Sommerkirche besitzt einen quadratischen Glockenturm über dem Eingang, einen kleineren achteckigen Turm über der Vierung, eine halbrunde Apsis und nur wenig aus den Seitenwänden hervortretende Querschiffe. Die Wände wurden bei der jüngsten Renovierung vollständig neu ausgemalt. Ein Heiligenschrein wird von den Pilgern besonders verehrt. Die Dreifaltigkeitskirche dient den Bewohnern der Orte Saharna, Saharna Nouă und Buciuşca als Sonntagskirche. Hier finden Taufen, Hochzeiten und Totengedenkrituale (panhidide) statt.
Während viele wertvolle Ikonen bei der Klosterschließung 1964 verloren gingen, besitzt das Kloster noch einige Ikonen aus dem 18. und 19. Jahrhundert. Das Kloster beherbergt die sterblichen Überreste von Pater Makarios von Saharna (Macarie Tincu, 1888–1969), der Abt des Klosters war und 1995 heiliggesprochen wurde. Zum Kloster gehören mehrere Wohn- und Nebengebäude, ein Refektorium neben der Winterkirche und eine weitere Kapelle, die alle von Blumengärten umgeben sind. Auf zehn Hektar Ackerland pflanzen die Mönche Getreide, Gemüse und Weintrauben an.
Der obere Klosterausgang führt zu den ehemaligen Mönchshöhlen an einer Felswand im dicht bewaldeten Tal. Die Wände der verlassenen, dunklen Höhlen sind mit Heiligenbildern behängt, vor denen Pilger Wunschzettel ablegen. Auf dem Weg zu den Höhlen wurde ein ritueller Badeplatz angelegt, dessen Becken von einem Wasserlauf aus einem Seitental gespeist wird. Männer und Frauen steigen in das kalte Wasser hinab. Als besonders verdienstvoll und gesundheitsfördernd gilt, wenn der Kopf 3, 7, 9, 12 oder 40 Mal untergetaucht wird.